# Референдум в България (2013)
Ядрен референдум се провежда в България на 27 януари 2013 г., при който гражданите на Република България трябва да гласуват с „Да“ или „Не“ в отговор на следния въпрос: Да се развива ли ядрената енергетика в Република България чрез изграждане на нова ядрена електроцентрала?.

## Информация
Българският ядрен референдум е първият референдум в най-новата българска история след падането на комунизма през 1989 година. Той е иницииран чрез подписка, организирана от Българската социалистическа партия, която събира подписите на 770 000 българи при необходими 500 000 подписа за реализиране на национално допитване.
На 24 октомври 2012 г. Народното събрание решава въпросът за националното допитване да е:
| „ | Да се развива ли ядрената енергетика в Република България чрез изграждане на нова ядрена електроцентрала? | “ |

На 31 октомври 2012 г. президентът Росен Плевнелиев насрочва датата за провеждане на референдума за 27 януари 2013 г. Седмица преди националното допитване министърът на образованието, младежта и науката Сергей Игнатов определя 28 януари 2013 г. за неучебен ден във всички училища на територията на Република България заради референдума.

## Условия
За да бъде валиден референдумът, т.е. той да има юридическа стойност и решението от него да влезе в сила окончателно, то той трябва да отговаря на две условия:
- Да гласуват поне същия брой гласоподаватели, колкото на последните парламентарни избори, т.е. 4 345 450 от включените в избирателните списъци 6 949 120 гласоподаватели
- Отговорът с 50% + 1 от гласовете да се приеме за легитимен

При отсъствие на необходимия минимален брой гласоподаватели за валидност на допитването, но при наличие на минимум 20% избирателна активност в изборния ден и повече от половината да са отговорили с „Да“, то спорът за доизграждането на АЕЦ „Белене“ се връща в Народното събрание, където депутатите отново ще обсъждат бъдещето на ядрената енергетика в България и ще вземат окончателното решение за съдбата на недостроената втора ядрена централа до крайдунавския град Белене.

## Резултати
| Да се развива ли ядрената енергетика в Република България чрез изграждане на нова ядрена електроцентрала? | Гласове   | % от гласувалите | % от избирателите |
| --- | --------- | ---------------- | ----------------- |
| Да | 851 757   | 60,603           | 12,257            |
| Не | 533 526   | 37,961           | 7,678             |
| Невалидни/празни гласове                                                                                  | 20 180    | 1,436            | 0,290             |
| Общо | 1 405 463 | 100,000          | 20,225            |
| Източник: Централна избирателна комисия                                                                   |           |                  |                   |

## Разходи
Разходите от бюджета за организацията на референдума по план са 15 млн. лева.